# Hartmannsdorf (bei Eisenberg)
Hartmannsdorf ist eine thüringische Gemeinde im Nordosten des Saale-Holzland-Kreises in der Nähe von Eisenberg und Teil der Verwaltungsgemeinschaft Heideland-Elstertal-Schkölen.

## Geografie
Die Gemeinde befindet sich am Nordostrand des Ostthüringer Buntsandsteingebiets. Der Ort wird vom Bach Rauda durchflossen, der wenig später in die Weiße Elster mündet.
Angrenzende Gemeinden sind Crossen an der Elster, Heideland, Rauda und Silbitz im Saale-Holzland-Kreis sowie Caaschwitz im Landkreis Greiz.

## Geschichte

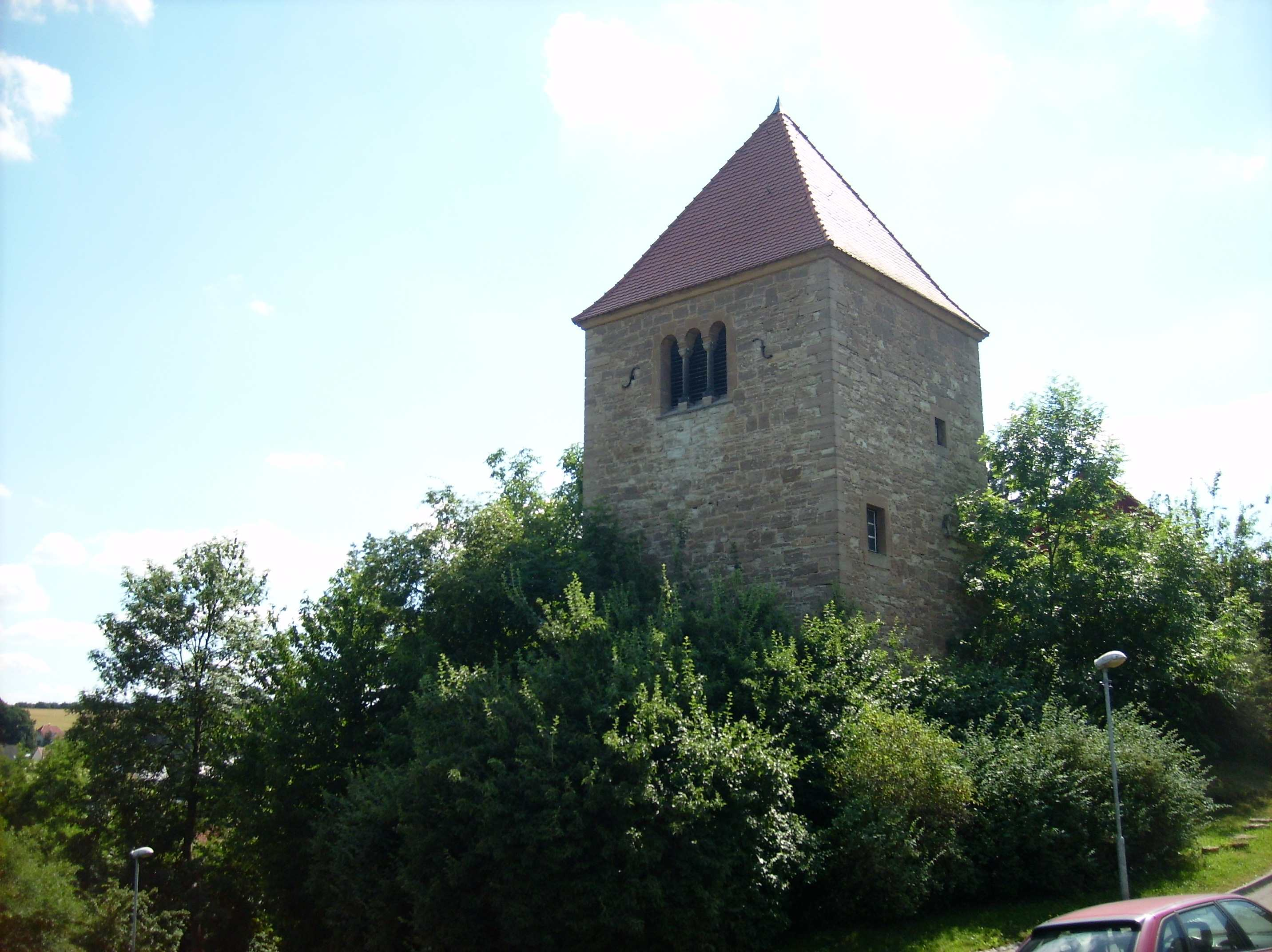
Glockenturm der Dorfkirche Hartmannsdorf

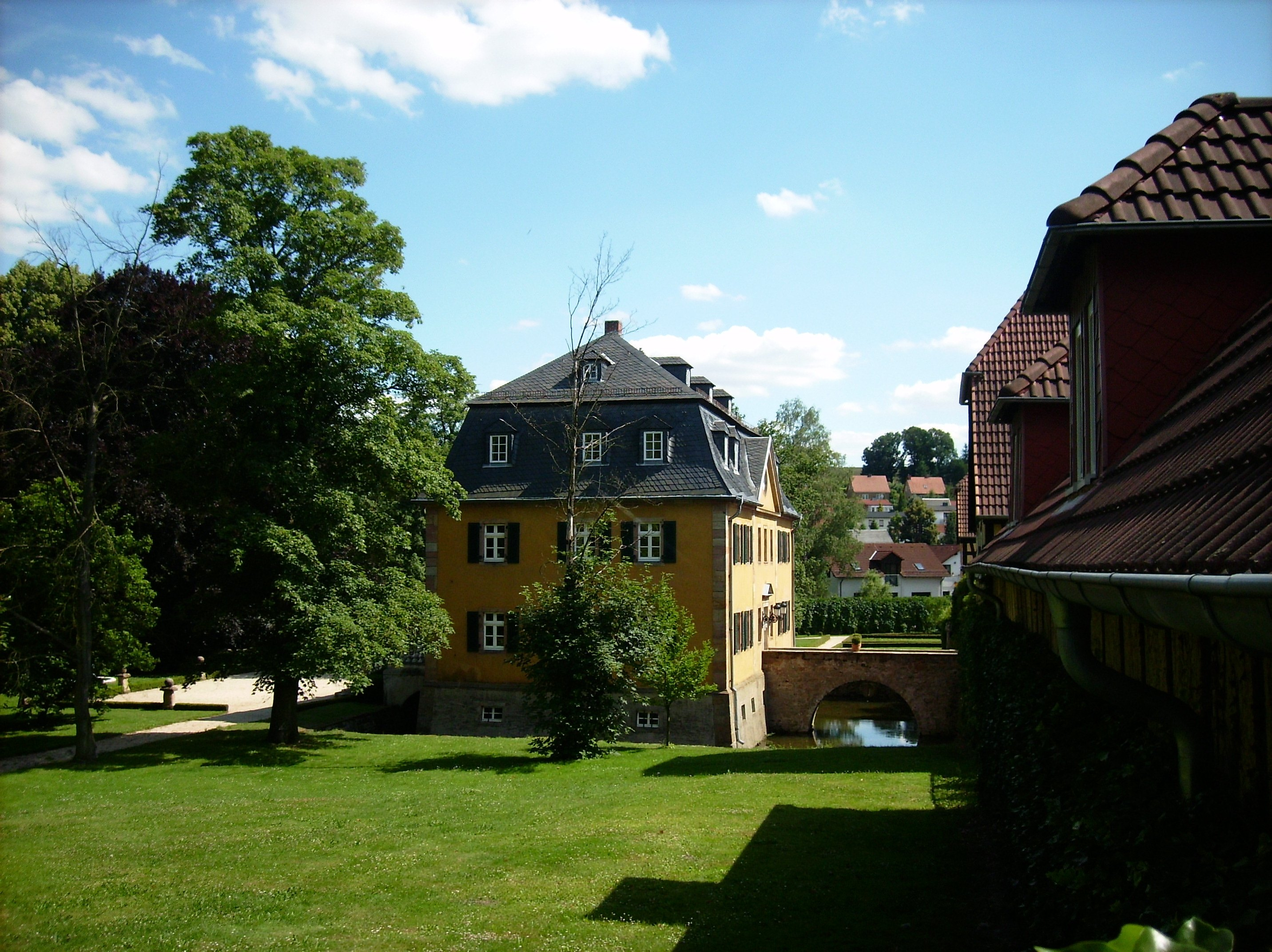
Wasserschloss Hartmannsdorf

Am 9. November 1220 wurde der Ort urkundlich ersterwähnt. Der Ort gehörte zum wettinischen Kreisamt Eisenberg, das aufgrund mehrerer Teilungen im Laufe seines Bestehens unter der Hoheit verschiedener Ernestinischer Herzogtümer stand. 1826 kam der Ort mit dem Südteil des Kreisamts Eisenberg und der Stadt Eisenberg vom Herzogtum Sachsen-Gotha-Altenburg zum Herzogtum Sachsen-Altenburg. Ab 1920 gehörte er zum Freistaat Thüringen.
Entwicklung der Einwohnerzahl (31. Dezember):
| - 1994 – 1.254 - 1995 – 1.254 - 1996 – 1.193 - 1997 – 1.149 - 1998 – 1.127 - 1999 – 1.054 | - 2000 – 991 - 2001 – 936 - 2002 – 923 - 2003 – 887 - 2004 – 848 - 2005 – 823 | - 2006 – 806 - 2007 – 786 - 2008 – 775 - 2009 – 733 - 2010 – 708 - 2011 – 678 | - 2012 – 671 - 2013 – 655 - 2014 – 661 - 2015 – 673 - 2016 – 669 - 2017 – 674 | - 2018 – 686 - 2019 – 672 - 2020 – 653 - 2021 – 672 |

 Datenquelle: Thüringer Landesamt für Statistik

## Kultur und Sehenswürdigkeiten

### Geschichtsdenkmale
Auf dem Friedhof erinnert eine über den Gräbern von 33 Opfern eines KZ-Todesmarsches vom April 1945 errichtete Gedenkstätte an die Toten. Auch eine Gedenktafel in der Eisenberger Straße informiert über den Todesmarsch von Tausenden Buchenwald-Häftlingen, von denen sich 500 bis 600 im Crossener Wäldchen versteckt hatten, und von denen die Aufgespürten durch ihre SS-Bewacher erschossen wurden.

## Wirtschaft und Infrastruktur
Der Ort ist durch den Bahnhof Crossen/Elster an die Eisenbahnstrecke von Gera nach Leipzig angebunden.